# Puls 200 (альбом)
Puls 200 (с англ. — «Пульс 200») — второй студийный альбом группы Tokio, вышедший в 2006 году.

## Об альбоме
Puls 200 записывался в различных студиях и отличается от первого альбома группы. Работа над альбомом шла почти два года. Два сингла группы — «Кто я без тебя» и «Когда ты плачешь» — стали саундтреками к фильмам «9 рота» и «Жара» соответственно. Презентация альбома прошла в апреле 2006 года в клубе Б2.
«Когда ты плачешь» — переаранжированный трек «Помоги мне» с дебютного альбома группы.

## Список композиций
1. «Мой мир»
2. «Кого ты сделаешь мною»
3. «Глубина»
4. «Кочевник»
5. «Шумный город»
6. «Если да»
7. «Есть ты» (Feat. Демьян Курченко)
8. «Кто я без тебя»
9. «Беги любовь» (Feat. Наташа Симакова)
10. «Когда ты плачешь» (Feat. Демьян Курченко, Илья Язов) (микс Богоявленский)
11. «Индира Ганди»
12. «Мои иллюзии»
13. «Кто я без тебя» (Light)
14. «Кто я без тебя» (Feat. Вадим Карпенко)

## DVD
Вместе с альбомом вышел DVD с клипами на песни обоих альбомов (Tokio и Puls 200).

### Клипы
1. Звезда
2. Сердце
3. Если да
4. Кто я без тебя
5. Ты хочешь
6. Когда ты плачешь

Впоследствии вышел видеоклип на песню «Глубина».